# Fargesia longiuscula
Fargesia longiuscula är en gräsart som först beskrevs av Hsueh f. och Y.Y.Dai, och fick sitt nu gällande namn av Dieter Ohrnberger. Fargesia longiuscula ingår i släktet bergbambusläktet, och familjen gräs. Inga underarter finns listade i Catalogue of Life.